# بوف‌تاج پایدار
بوف‌تاج پایدار (نام علمی: Gnaphalium luteo-album) نام یک گونه از سرده بوف‌تاج است.